# Cristina Rota
María Cristina Rota Fernández (La Plata, 30 de gener de 1945) és una actriu i productora argentina, coneguda per ser professora d'art dramàtic al seu centre de molts actors espanyols: Malena i Ernesto Alterio, Guillermo Toledo, Alberto San Juan, Nathalie Poza, Andrés Lima, Luis Bermejo, Penélope Cruz, Fernando Tejero, Roberto Álamo, entre d'altres.
És mare de Nur Al Levi i de Juan Diego i María Botto, fills del també actor Diego Botto.

## Filmografia
- Colores, 2003
- Party Line, 1994
- En penumbra, 1987
- Virtudes Bastián, 1986
- La reina del mate, 1985

### Com a productora
- Los abajo firmantes, 2003